# Concierto para piano en sol mayor (Ravel)
El Concierto para piano y orquesta en sol mayor fue compuesto por el compositor francés Maurice Ravel entre 1929 y 1931, y estrenado en París el 14 de enero de 1932 por la pianista Marguerite Long y la orquesta Lamoureux dirigida por el propio Ravel.
Paralelamente a la composición de esta obra, Ravel escribió también su Concierto para la mano izquierda. 

## Historia
Después de su exitosa gira como pianista en América, Ravel deseó estrenar esta obra como solista. Sin embargo, problemas de salud impidieron esta posibilidad pues los estudios de preparación con los estudios de Liszt y Chopin que lo terminaron agotando. En su lugar, Marguerite Long — quien era conocida por sus interpretaciones de música de Fauré y Debussy, y que había solicitado a Ravel una obra nueva — estrenó el concierto. Ravel le dedicó la partitura a ella. 
El estreno mundial se dio el 14 de enero de 1932 con Ravel en el podio y la Orquesta Lamoureux. Las primeras interpretaciones estadounidenses se dieron simultáneamente el 22 de abril de 1932, tanto por la Orquesta Sinfónica de Boston y la Orquesta de Filadelfia en sus propios auditorios de conciertos.

## Análisis musical

### Estructura
La obra tiene tres movimientos:
- I. Allegramente
- II. Adagio assai
- III. Presto

I. Allegramente
La obra comienza súbitamente con el sonido de un látigo (en las interpretaciones del concierto con un segundo piano que sustituye el papel de la orquesta, se acostumbra a golpear la tapa del teclado del piano, creando un sonido semejante). El solista al piano comienza inmediatamente con una serie de arpegios floridos en el registro agudo, que le lleva a melodías inspiradas en el jazz, en parte recordando los viajes del compositor por Estados Unidos, incluso hay unas breves citas de uno de los temas del primer cuadro del ballet Petrushka de Stravinski.
Por ello, tanto el primero como el último movimiento (Allegramente y Presto) están bastante imbuidos de excitantes melodías al estilo del jazz, si bien conservando elementos clásicos. El primer movimiento es una pieza fluida y vivaz con armonías que recuerdan a las futuras de Aaron Copland; para luego finalizar en una estruendosa coda en modo frigio, hecho que caracteriza a Ravel en muchas obras y que lo vinculan de una manera especial con la música popular española. 
II. Adagio assai
El hermoso y contemplativo segundo movimiento en mi mayor (Adagio assai) muestra el Impresionismo típico de Ravel. Las cadenzas están entre las más difíciles del repertorio. La presentación final del tema en este movimiento incluye un extenso solo de corno inglés en el que toma un papel secundario el solista al piano, que toca fluidas líneas de fusas. 
III. Presto
El movimiento final es una pieza virtuosística e increíblemente rápida que emplea muchas melodías balanceadas y ligeras combinadas con otras más poderosas que la hacen una experiencia arriesgada de tocar.